# Charles Dennée
Charles Dennée est un pianiste, pédagogue et compositeur américain né à Oswego le 1er septembre 1863 et mort à Brookline le 29 avril 1946.

## Biographie
Charles Frederick Dennée naît le 1er septembre 1863 à Oswego (État de New York).
Il étudie au New England Conservatory de Boston, le piano avec A. D. Turner et la composition avec S. A. Emery (en), et travaille également avec Hans von Bülow durant sa dernière visite aux États-Unis (1889-1890).
En 1883, il est nommé professeur de piano au New England Conservatory.
En 1897, Charles Dennée met fin à sa carrière de concertiste à la suite d'un accident à la main droite, après avoir déjà donné près de onze cents récitals, et se consacre dès lors exclusivement à l'enseignement. Il est le formateur d'un grand nombre d'élèves qui occupent des postes importants dans divers conservatoires et collèges de musique américains,.
Comme pédagogue, il est aussi l'un des premiers à donner des récitals-conférences-illustrées aux États-Unis, est l'auteur de plusieurs pièces pédagogiques, dont certaines sont toujours populaires parmi les apprentis pianistes, et a publié un manuel, Progressive Technique.
En 1938, une sélection des essais de Dennée est parue sous le titre de Musical Journeys (Brookline, Massachussetts).
Comme compositeur, il est aussi l'auteur de plusieurs opéras, dont The Defender (en).
Charles Dennée meurt le 29 avril 1946 à Brookline (Massachusetts),. Il est inhumé au cimetière de Walnut Hills.